# Nissan Quest
Nissan Quest — минивэн, выпускавшийся компанией Nissan с 1992 по 2016 год (в 2017 году выпускался только на заказ). Quest - модель для американского и японского рынков.

## Первое поколение
В 1987 году Nissan и Ford подписали соглашение на разработку нового автомобиля в кузове минивэн с кодовым названием VX54. Таким образом руководство Ford Motor рассчитывало создать конкуренцию минивэнам Chrysler и General Motors. 
Дизайн прототипа был готов к 1989 году, а уже в 1990 году первые прототипы были испытаны на полигонах Nissan и Ford. К концу 1991 года окончательный дизайн кузова был готов, а назвать автомобиль решили Quest. 
6 января 1992 года Nissan Quest был показан на Североамериканском международном автосалоне в Детройте. Первый Quest сошёл с конвейера 14 апреля 1992 года, а продажи стартовали в сентябре. Автомобиль хорошо продавался, за первый месяц было продано 1358 экземпляров.
Но Ford после 1990 года выделил свой проект на основе Quest под названием Mercury Vilager. Vilager поступил в продажу также в 1992 году. Фактически Nissan Quest и Mercury Villager являлись одним и тем же автомобилем, имевшим незначительные изменения в дизайне.
Quest был оснащен двигателем Nissan 3.0 л VG30E SOHC, мощностью 151 л.с. (113 кВт) и крутящим моментом 247 Нм с безальтернативной автоматической трансмиссией от компании Jatco. Привод Nissan Quest/Mercury Villager — передний. В салоне минивэна три ряда сидений и семь мест, для доступа пассажиров служила сдвижная дверь по одному борту. 
Многие детали салона, включая магнитолу, органы управления печкой и электрические стеклоподъёмники были унифицированы с Ford Aerostar.
В течение короткого времени Quest продавался в Японии с правым рулём в автосалонах Nissan Bluebird Store, но из-за объёма двигателя и размеров кузова, превышающих размеры, указанные в правилах правительства Японии, продажи были ограничены, а потом и вовсе отменены после того, как вышла рестайлинговая версия в 1996 году.
Постепенно Nissan увеличивал уровень безопасности этого минивэна. Так, в 1993 году на Quest уже в базовой комплектации стали устанавливать боковую подушку безопасности водителя, с 1995 года такую же подушку безопасности пассажира.
В 1996 году Quest также получил изменения в передней и задней частях кузова, а также новые фары и задние фонари и устранение некоторых проблем в двигателе.

### Безопасность
| IIHS                                         | IIHS |
| -------------------------------------------- | ---- |
| Фронтальный удар с 40%-м перекрытием         | M    |
| Протестированная модель: Nissan Quest (1995) |      |

## Второе поколение
В 1999 году Nissan Quest был серьёзно переработан. Дизайном второго поколения автомобиля занимались в Nissan Design America в Калифорнии.
Разработка Quest второго поколения началась ещё в 1993 году, дизайн был придуман японским дизайнером Шинкен Танака, но разработка был заморожена в 1995 году. После заморозки дизайн всё-же был запатентован в Японском патентном бюро под номером #1009611. В 1996 году разработка над проектом возобновилась и уже в августе 1998 года началось серийное производство.
Экстерьер автомобиля стал более аэродинамическим, а со стороны водителя добавилась вторая задняя дверь для пассажиров. Quest также оснащался новым 3.3 л VG33E SOHC двигателем мощностью 171 л.с, и крутящим моментом 170 Нм. С новым двигателем уменьшилось время разгона 0-100 км/ч. Автомобиль разгоняется за 11.1 сек.
Ford всё так же выпускал свою версию минивэна под названием Mercury Vilager.
В 2000 году Nissan Quest был протестирован в конкурсе, организованным журналом Car and Driver. Quest занял пятое место среди минивэнов.
В августе 2000 года Quest прошёл небольшой рестайлинг. В изменениях стиль задней и передней частей, в комплектациях изменены опции. Обновлённый минивэн стал чуть длиннее по сравнению с ранней моделью.
В 2001 году было продано 29232 экземпляра Quest, что на 32% меньше, чем в 2000 году. Об этом сообщил журнал Automotive News.

### Безопасность
| IIHS                                         | IIHS |
| -------------------------------------------- | ---- |
| Фронтальный удар с 40%-м перекрытием         | P    |
| Протестированная модель: Nissan Quest (1998) |      |

## Третье поколение
Разработка третьего поколения началась ещё в 1999 году. Но уже год спустя Ford и Nissan отказались от совместного производства, и Nissan продолжил разработку самостоятельно, а Mercury Villager был снят с производства и заменён другой моделью. 
В 2000 году был готов дизайн от Альфонсо Альбайса, к 2002 году на основе этого дизайна был готов концепт Quest V42, представленный на Североамериканском международном автосалоне. А уже на следующий год на том же автосалоне был показан серийный Quest третьего поколения. Данное поколение построено на платформе Nissan FF-L. Производство было перемещено на новый завод в Кантоне, штат Миссисипи, и стартовало 27 мая 2003 года.
Новый автомобиль — новый двигатель. Quest V42 оснащался 3,5 л VQ35DE от модели Nissan Maxima, мощностью 240 л.с и крутящим моментом 328 Нм. Разгон до 100 км/ч за 8.8 сек.
В 2006 году Quest был доработан для 2007 модельного года. Изменились лишь решётка радиатора и панель приборов. Минивэн стал немного выше.
Производство закончилось 7 сентября 2010 года.

### Галерея
- Модель образца 2007 года с новой решёткой радиатора
- Автомобиль сзади
- Концепт 2002 года спереди
- Концепт 2002 года сзади

### Безопасность
| IIHS                                         | IIHS |
| -------------------------------------------- | ---- |
| Фронтальный удар с 40%-м перекрытием         | G    |
| Подголовники и сиденья                       | P    |
| Протестированная модель: Nissan Quest (2003) |      |

## Четвертое поколение
Четвёртое поколение минивэна было создано осенью 2010 года в Японии. Построено на платформе хорошо продававшегося в Японии минивэна Nissan Elgrand. Для рынка Америки Quest был показан на автосалоне в Лос-Анджелесе. Производство в Америке началось в начале 2011 года.
Quest комплектовался 3,5 л VQ двигателем мощностью 260 л.с и трансмиссией CVT.
Модель не увенчалась успехом на американском рынке, и уже в 2014 году было свёрнуто производство в Канаде, а в 2016 году в США. Весной 2017 года Nissan USA продолжила выпускать Quest для крупных компаний на заказ, но таких было очень мало.

### Безопасность
| IIHS                                         | IIHS |
| -------------------------------------------- | ---- |
| Фронтальный удар с 25%-м перекрытием         | P    |
| Фронтальный удар с 40%-м перекрытием         | G    |
| Боковой удар                                 | G    |
| Прочность крыши                              | A    |
| Подголовники и сиденья                       | G    |
| Протестированная модель: Nissan Quest (2010) |      |